# Frecheirinha
Frecheirinha é um município brasileiro do estado do Ceará. Localiza-se na Mesorregião do Noroeste Cearense e pertence à Região Metropolitana de Sobral.

## Toponímia
A história de “Frecheirinha” começou num olho d’água, habitada por uma tribo provavelmente descendente dos Tabajaras (Senhores das Serras) que habitavam os sertões e rios da Zona Norte do Ceará. A tribo era liderada por uma índia chamada “Flexeira” muito hábil no manejo da flecha. Flexeira deu à luz uma filha que em pouco tempo tornou-se muito mais hábil no manejo da flecha do que a própria mãe e logo ficou muito querida e respeitada na aldeia. Em homenagem à indiazinha a aldeia passou a ser chamada de “Flexeirinha”. Daí surgiu a toponímia Frecheirinha, ou seja, nome adaptado do diminutivo de flecheiras.

## História
Os primeiros habitantes de Frecheirinha, segundo a crônica mais antiga, seriam as famílias Capitão Manuel Victor, Vicente Thomaz de Aguiar, Alexandre Silvério, Pacífico Carneiro e José Borges que, no início do século XX teriam deslocado-se para a zona, outrora pertencente ao município de Coreaú, atraídos pelas fertilidade do solo. Em 1903 é levantada uma pequena capela de taipa em devoção a Nossa Senhora da Saúde, padroeira do município, no local onde hoje é erigida a matriz, formando-se ao seu redor o povoado. Em 1933 Frecheirinha passou a integrar o município de Tianguá e, em 1937, retornou à jurisdição de Coreaú, então Palma. Foi elevado à categoria de Vila pelo Decreto-Lei nº 169, de 31 de março de 1938. Frecheirinha veio a emancipar-se politicamente pela lei de número 1.153, de 22 de novembro de 1951, elevada assim à categoria de município. A 25 de março de 1955 é instalada a nova comuna.

## Geografia

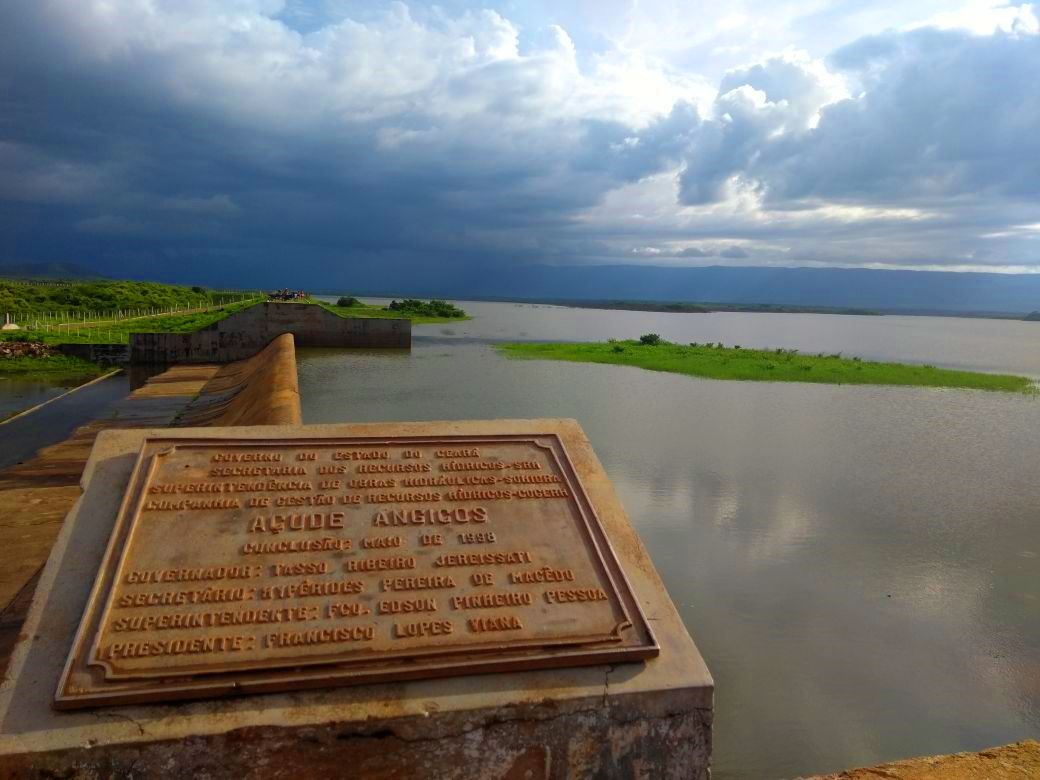
Açude Angicos, entre Coreaú e Frecheirinha.

### Relevo
Frecheirinha situa-se no sopé da Serra da Ibiapaba e possui formas de relevo suaves e pouco dissecadas da depressão sertaneja, produto da superfície de aplainamento no cenozoico. No extremo-oeste do município vê-se o planalto custiforme da Ibiapaba, com altitudes próximas de 700 metros. Solos litólicos, podzólicos e latossolos, encontram-se distribuídos na área, permitindo o crescimento da caatinga arbórea.

### Hidrografia
O Município de Frecheirinha está inserido na Bacia hidrográfica de Coreaú (Caiçara) e tem como drenagens principais o próprio Rio Coreaú e os Riachos Ubajara, Palmeira e Jardim. Figuram como principais recursos hídricos do município o Açude Angicos, e pequenos açudes como o Barreira, o Campestre, o Pavão, o Roça Velha e a Lagoa da Seriema. O município ainda conta com 53 poços perfurados nas diversas localidades.

### Clima
Varia de Tropical Quente Semiárido e Tropical Quente Semiárido
Brando, com temperaturas entre 24 e 36Cº, com precipitação pluviométrica média de 1.139,2 mm, com chuvas concentradas de janeiro a maio.
Como unidade de conservação ambiental conta com parte de sua área incluída na zona de proteção do Parque Nacional da Ibiapaba.

## Política
A história política do município teve início com a emancipação, quando foi desmembrada do município de Coreaú, e a eleição do primeiro prefeito, Abdias Pontes de Aguiar. Segue em ordem cronológica os prefeitos de Frecheirinha:
- Abdias Pontes de Aguiar (1955 a 1959)
- Raimundo Pereira de Sousa (1959 a 1963)
- Antonio Custódio Sobrinho (1963 a 1967)
- Patrício Pontes Filho (1967 a 1970)
- Joaquim Rodrigues de Aguiar (1970 a 1971)
- Francisco das Chagas Filho (1971 a 1973)
- Benedito Lima de Aguiar (1973 a 1977)
- Vandick Custódio de Azevedo (1978 a 1982)
- José Maria de Albuquerque (1983 a 1988)
- Vandick Custódio de Azevedo (1989 a 1992)
- José Lealci de Azevedo (1993 a 1996)
- Maria Jancila Junior de Azevedo (1997 a 2000)
- José Lealci de Azevedo (2001 a 2004)
- Helton Luís Aguiar Júnior (2005 a 2012)
- Carleone Júnior de Araujo (2013 - 2018)
- Adriano Aguiar Lima (2018 - 2018)
- Helton Luís Aguiar Júnior (2018 - 2024)
- Francisco Mesquita Portela (2025 - atual)

## Economia

### Serviços públicos
O município apresenta um quadro sócio-econômico em constante crescimento e desenvolvimento devido possuir o maior polo de produção da moda íntima do Ceará, com mais de 20 fábricas e mini fábricas de lingerie. A população, segundo o Censo de 2000, é de 11.832 habitantes com população estimada de 12.924 habitantes no ano de 2004. A densidade demográfica é de 86,25 hab/km² apresentando uma taxa de urbanização de 54,62%. A Sede do Município dispõe de abastecimento de água (Cagece), fornecimento de energia elétrica (Enel), serviço telefônico (Oi), agência de correios e telégrafos (EBCT), serviço bancário (Bradesco, Banco do Brasil e Caixa Econômica Federal), hospitais, hotel, escolas de ensino fundamental e médio e campus avançado da Universidade Estadual Vale do Acaraú e ULBRA.

### Atividades econômicas
A principal atividade econômica por muito tempo foi representada pela agricultura de subsistência, com a cultura de feijão, milho, arroz e mandioca, além de monoculturas de algodão, cana-de-açúcar e castanha de caju. Na pecuária extensiva destaca-se a criação de bovinos, ovinos, caprinos e suínos. Na área de mineração, a extração de calcário para a fabricação da cal representa uma importante fonte de ocupação e renda para o Município. O mineral é muito utilizado na construção civil, na correção do PH do solo e como insumo na criação de camarão em cativeiro.
A produção industrial, por sua vez, hoje representa a principal fonte de renda e ocupação na cidade, sobretudo da mão-de-obra feminina. A cidade se destaca como um importante pólo produtor de lingerie de referenciada qualidade, exportada para vários mercados consumidores nacionais e internacionais. São mais de 20 empresas que geram cerca de 1500 empregos diretos e indiretos.

### Indicadores sociais
Até 2012 Frecheirinha apresentava 96,25% de crianças de 7 a 14 anos na escola e 12% de evasão escolar, atendendo 68,55% de crianças de 4 a 6 anos com educação pré-escolar nas creches municipais. Nos indicadores de saúde, 81,4% das crianças de 0 a 11 meses com vacinação em dia, 8,51% das crianças de 0 a 11 meses apresentando desnutridas, 45,1% das crianças com até 4 meses de idade se alimentam exclusivamente da amamentação. O município apresentava até então uma taxa de mortalidade infantil de 56,54. Na área de assistência social, foram atendidas 300 (trezentas) crianças de 2 a 5 anos com o serviço de creche e pré-escola. No Programa de Erradicação do Trabalho Infantil (PETI), foram atendidas 150 crianças com idade de 7 a 14 anos, residentes no Bairros Caeiral, numa ação conjunta entre os governos federal e municipal, com o auxílio de uma bolsa em dinheiro no valor de R$ 40,00 (quarenta reais) mensal possibilitando o acesso e a permanência da criança, o desenvolvimento de atividades sócio-educativas complementares à escola. Foram atendidos ainda 25 jovens com idade entre 15 e 17 anos residentes nos Bairros Lapa, Rua da Palha e Barril com o Programa Agente Jovem que possibilitou cursos de formação nas áreas de saúde, meio ambiente e cidadania. Para isso, os adolescentes receberam uma ajuda financeira de R$ 65,00 (sessenta e cinco reais) mensais. Ainda na área da assistência social, o Projeto Conviver atendeu 98 (noventa e oito) idosos com ações de complementação alimentar e convivência grupal através de encontros semanais, realizados no Centro Comunitário do Município, às terças e sextas-feiras, durante 3 horas, com programação previamente escolhida com a participação dos idosos.

## Turismo

### Atrativos
Destaca-se como um importante pólo de moda íntima colocando-a na rota do turismo de negócios aliado ao turismo ecológico, tendo em vista que a cidade representa a porta de entrada para o Parque Nacional da Ibiapaba via sertão, situando-se a 10 km da entrada do Parque através de estrada asfaltada, com amplo contato com a natureza e a gente simples do lugar.
O município ainda oferece opções de trilhas, banhos e pescaria de açude.